# 御崎 (宮城県)

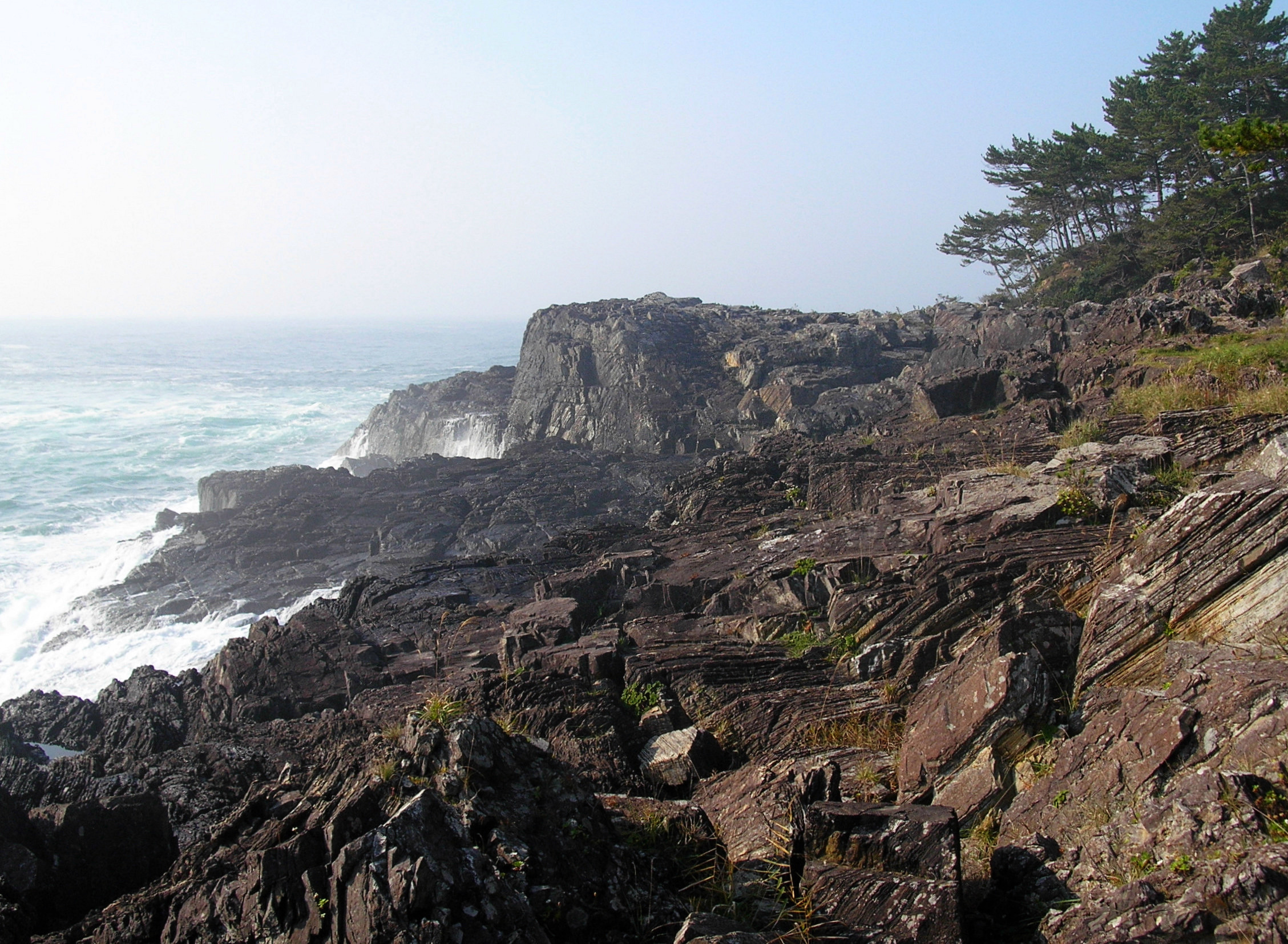
御崎（宮城県）

御崎（おさき）は、宮城県気仙沼市唐桑町に所在する唐桑半島先端の景観地である。三陸復興国立公園が南三陸金華山国定公園を編入するまでは、旧陸中海岸国立公園(1955～2013)南端だった。岬には御崎岬灯台があり、老磯島（おいそじま）、児置島（こおきじま）、御山崎（おやまざき）と三つの岩島が半島先端の東沿岸に並んでいる。御崎駐車場からアカマツ林を500m南へ歩くと御崎岬（おさきさき）へ出る。太平洋に突き出た岬のため海水の透明度は高く、黒潮が4月から10月まで北上、親潮が11月から3月まで南下する海域にある。

## 概要と地質

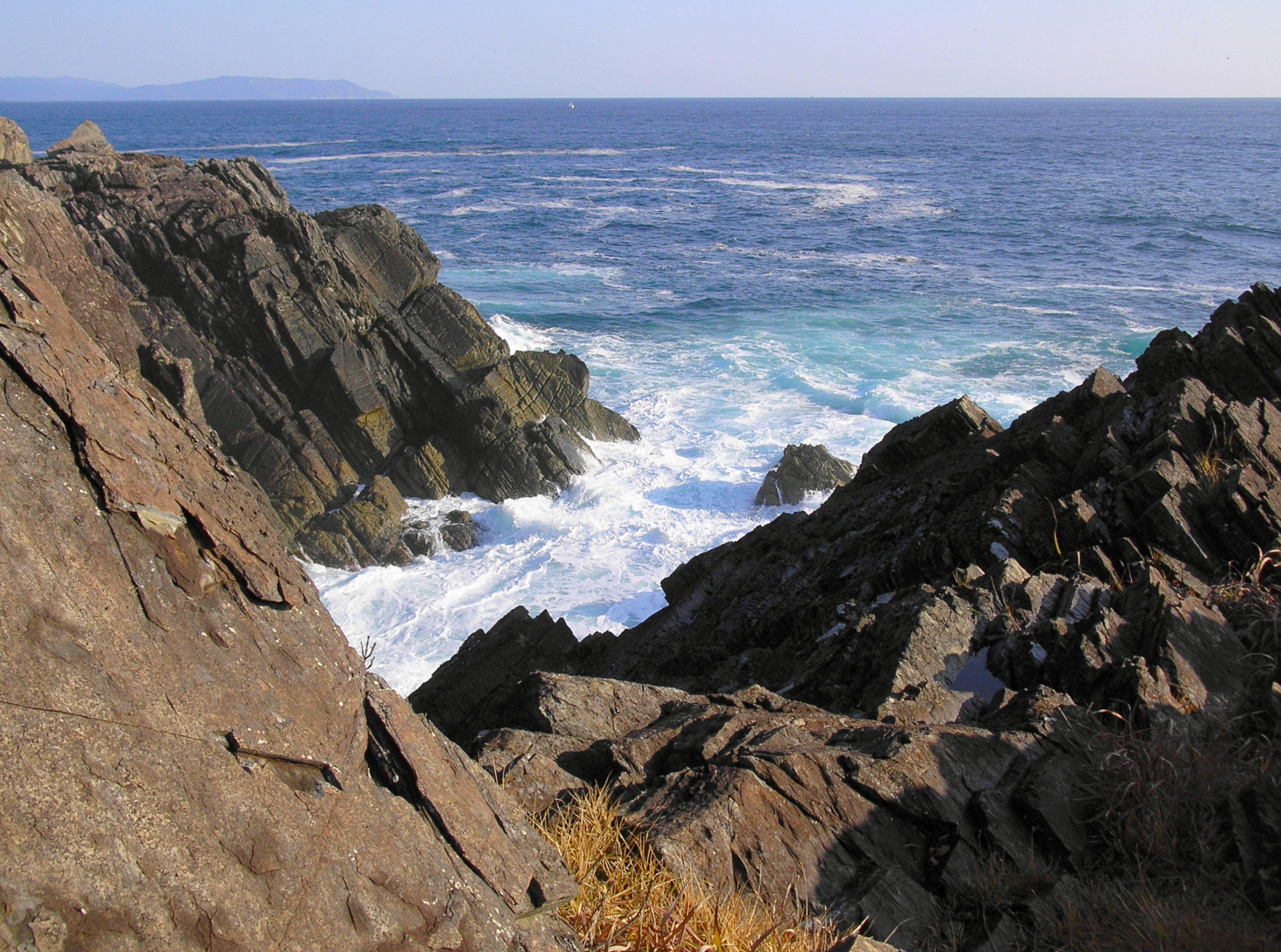
御山崎（御崎）

- 唐桑半島中ごろにある巨釜半造から約5km離れた半島先端。
- 赤味を帯びた砂岩堆積層やその下の石灰を含んだ砂岩泥岩層と変成岩は、中生代三畳紀層の特徴で、約20m隆起して割れた地形。厚さ2m～10ｍの海底岩盤層が折り重なり、下からの溶岩熱と隆起・移動による重圧で褶曲した断層地帯。古生代末期、世界的に大規模な海退があった。
- 御崎海岸線の岩場は、石灰が混合した頁岩で覆われ、その下に粘板岩層と玄武岩が混在している。溶岩熱で変質したり、火山活動で粉砕した石灰岩もその堆積層に含まれている。
- 崎浜と御崎西側の岩場は、スレート状の黒色粘板岩、東側にも場所により泥灰色の粘板岩が混在している。
- 東側断崖の麓に海底断層があり、隆起したり沈降したり複雑な海底地形をしているため、波の高い日は、岩島の周りや東側沿岸海域が白く泡立つ。

## 記念碑
- 伊達吉村公歌碑
- 高村光太郎文学碑
- 鯨塚と鯨伝説
- 忠魂碑（唐桑町戦没者慰霊碑）

## 施設
- 国民宿舎からくわ荘
- 唐桑半島ビジターセンター - 1984年（昭和59年）開館[1]。日本で唯一、津波の疑似体験が可能な津波体験館施設が併設されたが、老朽化による改修工事により体験館は2022年6月26日で閉館することになった[1]。
- 御崎キャンプ場施設

## 案内と注意
- 駐車場は御崎神社側と国民宿舎側の2つあり、灯台のある御崎岬、老磯、児置島へ行くには御崎神社駐車場、キャンプ場や唐桑半島ビジターセンター、御山崎方面は国民宿舎側の駐車場を選択。
- 巨釜半造と御崎をつなぐ遊歩道は往復10km近くあるので注意。
- 海岸線は防風林のためアカマツ林で覆われている。岩場が尖っている場所、朝や雨上がりは滑るので注意。

## ギャラリー

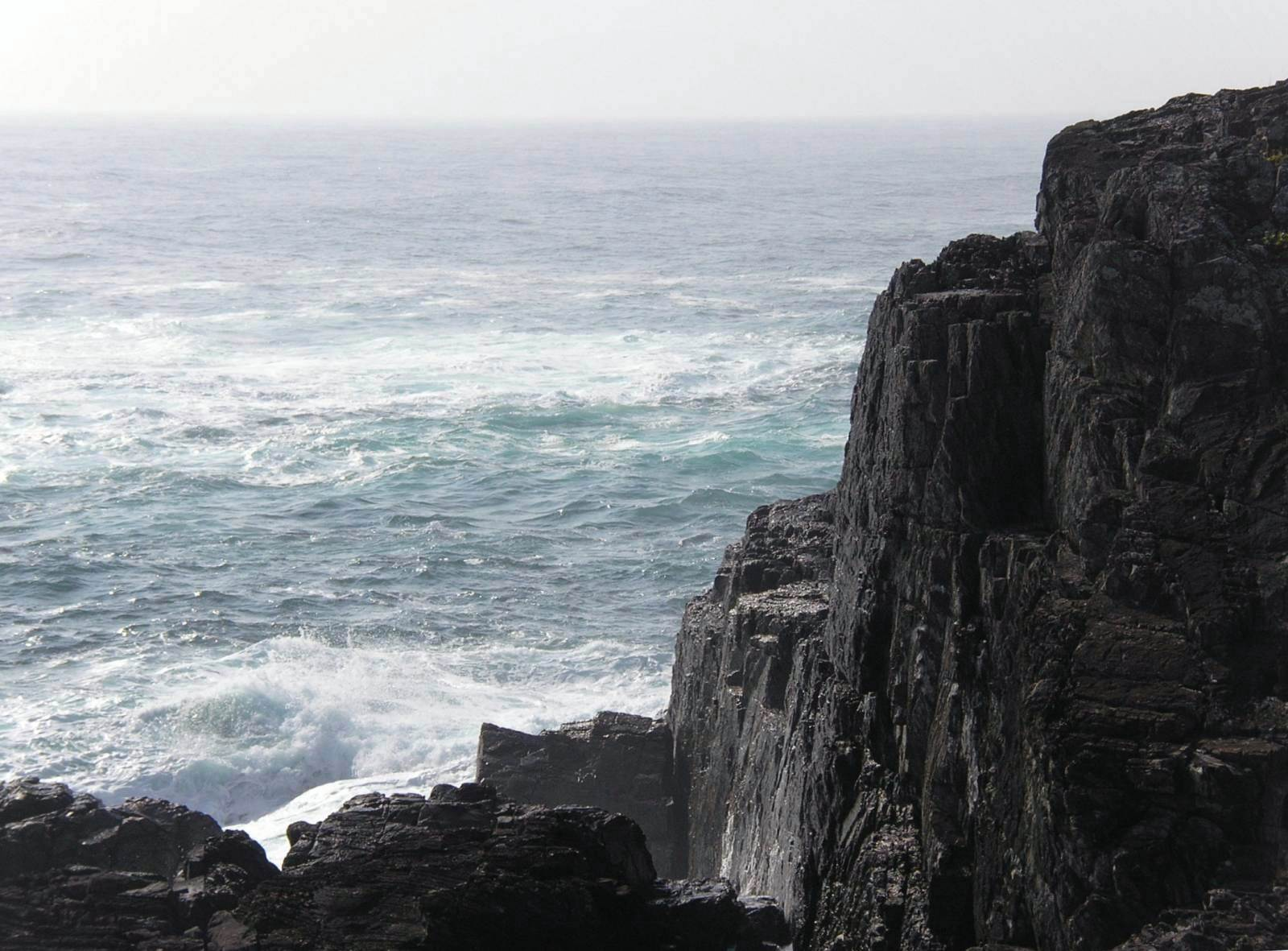
御崎岬,Osakisaki
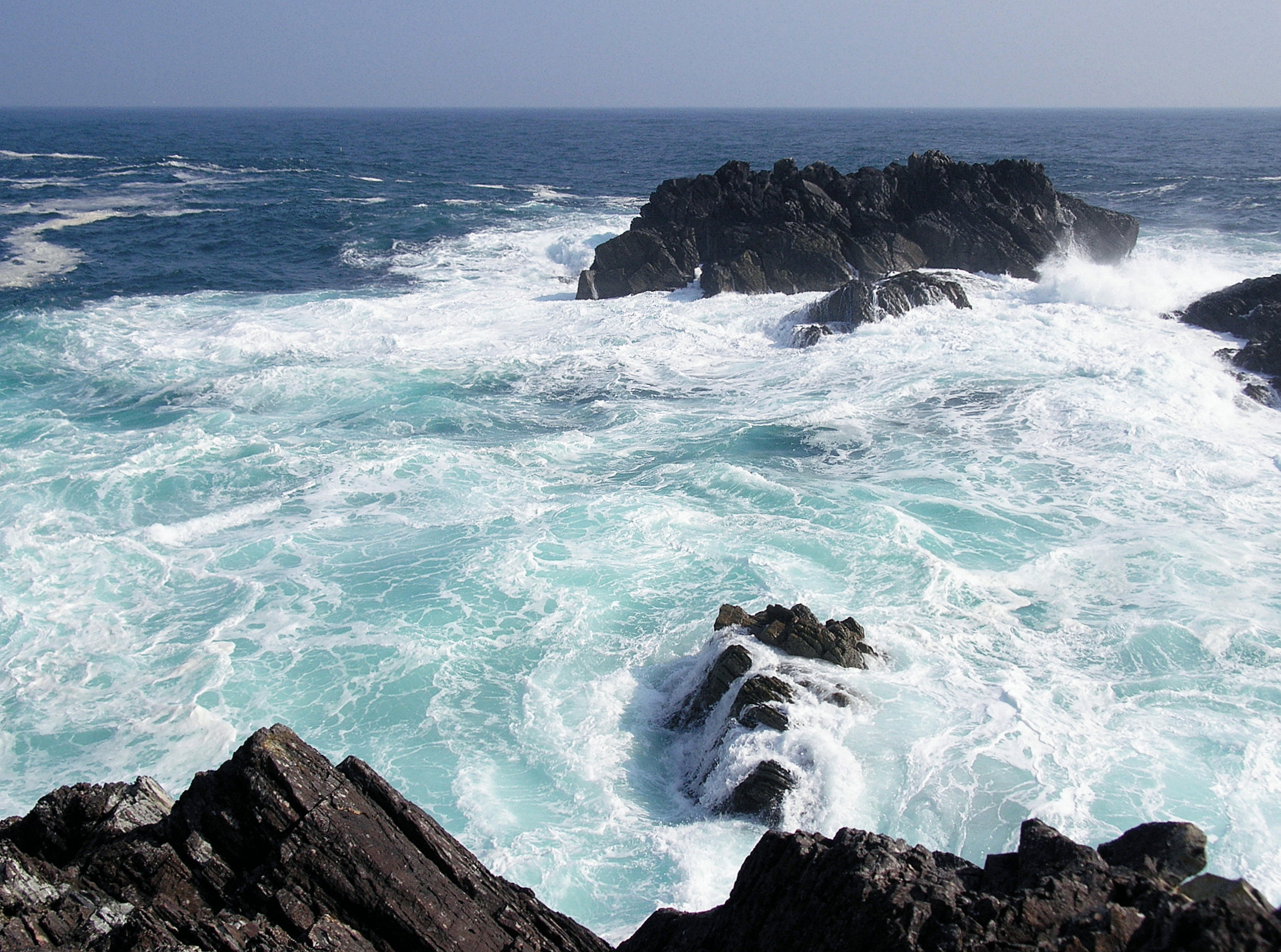
児置島,Kookisima
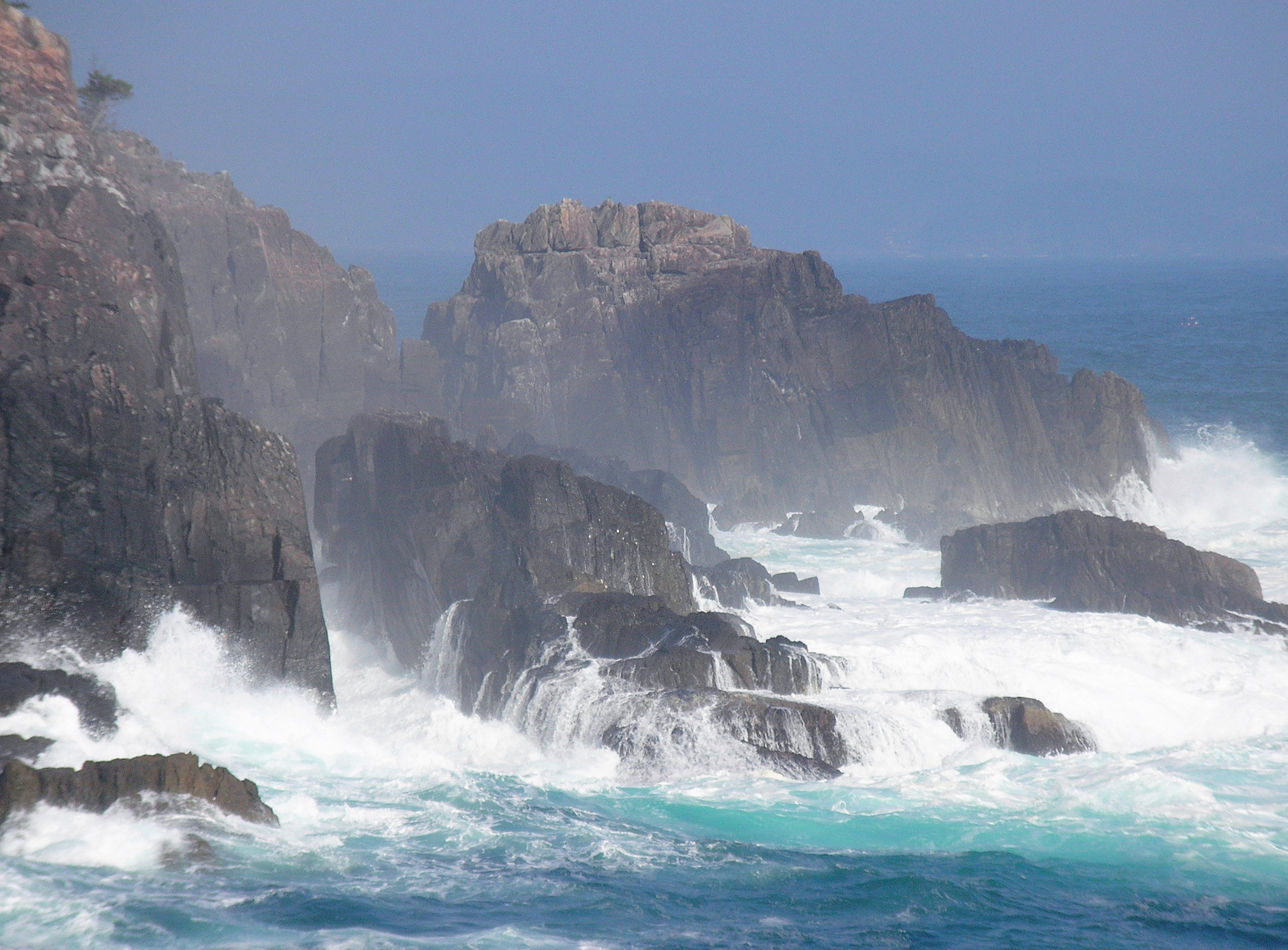
御山崎,Oyamazaki,波高5m
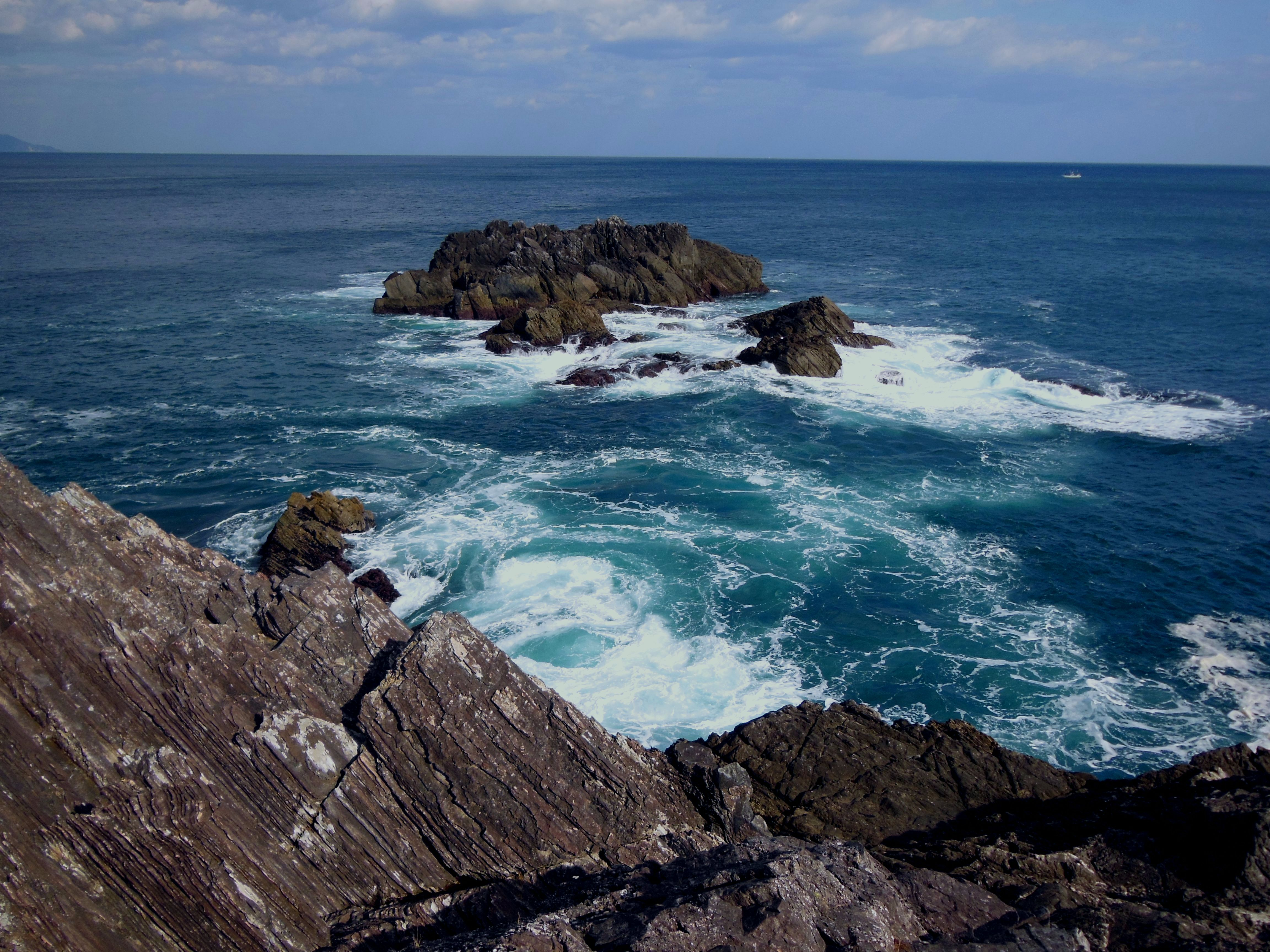
児置島,波高1～2m

## 交通アクセス
- 三陸縦貫自動車道→
- 国道45号→海沿いに宮城県道239号馬場只越線か宮城県道26号気仙沼唐桑線へ入り、巨釜へ曲がらず車で真っ直ぐ20分約10km。